# Campydelta
Campydelta là một chi bướm đêm thuộc họ Noctuidae.

## Selected soecies
- Campydelta campyla Hampson, 1909